# 泰森纳诺
泰森纳诺（義大利語：Tessennano），是意大利维泰博省的一个市镇。总面积14.65平方公里，人口375人，人口密度25.6人/平方公里（2009年）。ISTAT代码为056051。